# Associação Atlética Coruripe
L'Associação Atlética Coruripe est un club brésilien de football basé à Coruripe dans l'État de l'Alagoas.

## Palmarès
- Championnat de l'État de l'Alagoas
  - Champion : 2006, 2007, 2014